# Ceratomyxa elongata
Ceratomyxa elongata is een microscopische parasiet uit de familie Ceratomyxidae. Ceratomyxa elongata werd in 1895 beschreven door Thélohan. 